# Ludwik Krzywicki
Ludwik Joachim Franciszek Krzywicki, ps. „K. R. Żywicki”, „J. F. Wolski” (ur. 21 sierpnia 1859 w Płocku, zm. 10 czerwca 1941 w Warszawie) – polski myśliciel marksistowski, socjolog i ekonomista, pedagog, działacz społeczny, polityk. Prekursor i jeden z twórców polskiej socjologii.

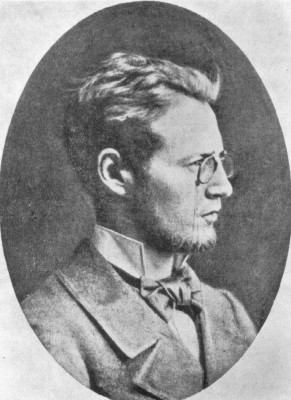
Ludwik Krzywicki (1882)

## Życiorys
Pochodził ze zubożałej rodziny ziemiańskiej osiadłej w Płocku i pieczętującej się herbem Kierdeja. Wychowywany był w patriotycznej atmosferze domu swego dziadka. Ukończył rządowe Płockie Gimnazjum Gubernialne (obecnie Liceum Ogólnokształcące im. Marszałka Stanisława Małachowskiego w Płocku – „Małachowianka”), tam kolegami jego byli późniejsi działacze partii Proletariat: Aleksander Dębski i Edmund Płoski. Wspólnie rozczytywali się wówczas w literaturze pozytywistycznej. Próbując swoich sił pisarskich, Krzywicki zadebiutował w 1876 r. na łamach nielegalnego pisemka szkolnego „Jutrzenka”. W 1878 r. Krzywicki, po otrzymaniu matury, wstąpił na Cesarski Uniwersytet Warszawski, by studiować matematykę.
Ogromny wpływ na młodego studenta wywarła w 1880 r. lektura Kapitału Karola Marksa. Odtąd stał się gorącym zwolennikiem i propagatorem zawartych tam idei. W końcu 1882 r. uformowała się na uniwersytecie grupa młodzieży socjalistycznej „krusińszczyków”, do której obok przywódcy Stanisława Krusińskiego oraz zdolnego publicysty Bronisława Białobłockiego, należał również Krzywicki. Im zawdzięczamy pierwszy polski przekład 1 tomu Kapitału Marksa, oni też podjęli legalną publicystykę socjalistyczną na łamach dotychczasowego organu pozytywistów, „Przeglądu Tygodniowego”. Krzywicki zadebiutował w dziedzinie piśmiennictwa politycznego artykułem Jeszcze o program, atakując program pracy organicznej przedstawiony przez Bolesława Prusa.
Represje po buncie młodzieży w 1883 r. przeciw poczynaniom szkolnego kuratora Aleksandra L. Apuchtina zakończyły działalność „krusińszczyków”. Krzywicki wyjechał wtedy nielegalnie do Krakowa. Jego szlak emigracyjny wiódł później przez Lipsk, Berno, Zurych, Paryż, Lwów.
W Lipsku uczęszczał na wykłady Wilhelma Wundta, studiował ekonomię pod kierunkiem Wilhelma Roschera, ale najwięcej czasu poświęcał sprawie wydania Kapitału, która była też tematem jego korespondencji z Fryderykiem Engelsem. Po rewizji w jego mieszkaniu wyjechał w 1884 r. do Szwajcarii. Tu nawiązał kontakty z polską i niemiecką emigracją socjalistyczną, poznał Szymona Dicksteina, Marię Jankowską-Mendelson, Stanisława Mendelsona, Witolda Piekarskiego, Wilhelma Liebknechta, Eduarda Bernsteina, Karla Kautsky’ego. Po raz pierwszy też w tak szerokim zakresie zapoznał się z literaturą socjalistyczną, a wiele prac Marksa i Engelsa przetłumaczył na język polski. Jako jego tłumaczenie wydana została tylko praca Engelsa: Pochodzenie rodziny, własności prywatnej i państwa, pt. Początki cywilizacji. Rozpoczął również współpracę z polskimi emigracyjnymi pismami socjalistycznymi: „Walką klas” w Genewie i „Przedświtem” w Paryżu.
Przez blisko półroczny okres pobytu w Zurychu przysłuchiwał się uniwersyteckim wykładom Richarda Avenariusa. Od 1885 r. w Paryżu objął Krzywicki redakcję „Przedświtu”. W nim i w „Walce Klas” umieścił blisko 30 różnych artykułów, zaliczanych powszechnie do szczytowych osiągnięć polskiej myśli socjalistycznej ówczesnej doby. Studiował także w École d'Anthropologie de Paris. Do Lwowa przybył na jesieni 1885 roku, gdzie obok publicystyki podjął wykłady w tajnych kółkach młodzieży socjalistycznej. Tam zawarł związek małżeński z poznaną w Zurychu rosyjską studentką medycyny Rachelą Ludwiką z Feldbergów (1863–1924), a także poświęcał ten czas pracy naukowej z zakresu etnologii, archeologii i antropologii. Żona urodziła ich syna Jerzego (ur. 1897), późniejszego prawnika, męża feministki Ireny Krzywickiej i ojca Andrzeja, fizyka i matematyka.
Po dwuletnim pobycie w Płocku Krzywicki w 1888 r. zamieszkał w Warszawie. Od chwili powstania Związku Robotników Polskich stał się obok Juliana Marchlewskiego aktywnym jego działaczem i czołowym teoretykiem. Po aresztowaniach niektórych członków ZRP wyjechał do Berlina, w 1893 r. odwiedził Stany Zjednoczone, później często wyjeżdżał na krótko z Warszawy do bibliotek w Berlinie, Petersburgu i Londynie. W latach 1902–1905 współtworzył społeczno-polityczno-kulturalny tygodnik „Ogniwo”. Był również jednym z jego redaktorów. W latach 1909–1913 był działaczem Towarzystwa Kultury Polskiej. Do 1916 r. współpracował z PPS-Lewicą. Jako teoretyk marksistowski wykształcił kilka pokoleń młodzieży socjalistycznej poprzez wykłady (od 1888 r. wykładał na tajnym Uniwersytecie Latającym w Warszawie). Dwukrotnie więziony był w X Pawilonie Cytadeli Warszawskiej: w latach 1899–1900 (za „organizowanie bezpłatnych czytelni”) oraz w 1905 r. za udział w rewolucji.
W latach 1905–1918 był członkiem Towarzystwa Kursów Naukowych, od 28 XII 1905 do 26 VI 1907 także członkiem Zarządu TKN. Był wykładowcą Wydziału Przyrodniczego TKN na którym prowadził zajęcia z przedmiotów: 1) Socjologia (czynniki rozwoju społecznego), 2) Rozwój nauki o społeczeństwie, 3) Historia małżeństwa i rodziny, 4) Teorie ekonomiczne, 5) Kultura polska w XVIII i XIX w., 6) Wstęp do historii polskiej, 7) Polska przedhistoryczna. Wykładał także historię kultury i ekonomię Polski na Wydziale Humanistycznym TKN (1906-1918). W latach 1914–1916 pełnił funkcję prezesa Polskiego Związku Nauczycielskiego. Był współzałożycielem Towarzystwa Uniwersytetu Ludowego.
Był pracownikiem Rady Departamentu Spraw Wewnętrznych Tymczasowej Rady Stanu.
Po odzyskaniu przez Polskę niepodległości w 1918 r. wykładał socjologię na Wolnej Wszechnicy Polskiej a potem pracował w kilku placówkach naukowo-badawczych i uczelniach. Kierował katedrą historii ustrojów społecznych Uniwersytetu Warszawskiego i Instytutem Gospodarstwa Społecznego. W 1938 r. Instytut Gospodarstwa Społecznego wydał jubileuszową księgę pamiątkową na jego cześć. Za swe osiągnięcia na polu nauki powołany został w skład Polskiej Akademii Umiejętności. Jednogłośnie wybrano go też na przewodniczącego nowo powstającego Polskiego Towarzystwa Socjologicznego. W latach 30. zajął wybitną pozycję jako socjolog i uczony. Jego dorobek jest ogromny, zarówno pod względem liczby dzieł, jak i tematyki. Wydał m.in. fundamentalną pracę Społeczeństwo pierwotne, jego rozmiary i wzrost (1937). Spisał także trzytomowe wspomnienia, ogłoszone drukiem już pośmiertnie.
Za swoją działalność Ludwik Krzywicki został uhonorowany m.in. nagrodą im. Natansona, Kasy im. Mianowskiego oraz w 1934 r. nagrodą naukową m. st. Warszawy za całokształt działalności. W 1940 roku Uniwersytet w Kownie przyznał mu doktorat honoris causa, chcąc w ten sposób wyrazić uznanie za prowadzone przez Krzywickiego niemal od początku wieku badania nad litewskimi grodziskami. Wiele jego prac poświęconych temu tematowi zostało przetłumaczonych na język litewski.
Do śmierci mieszkał w Kolonii Staszica, przy ul. Langiewicza 25. Zmarł na atak serca w Warszawie. Został pochowany na stołecznym cmentarzu ewangelicko-augsburskim (rz. 50 m. 4).

## Poglądy i dorobek naukowy
Krzywicki zajmował się przede wszystkim teorią rozwoju społecznego, analizą mechanizmów zmiany społecznej i badaniami formacji społeczno-ekonomicznych wspólnoty pierwotnej i kapitalizmu. Do oryginalniejszych osiągnięć Krzywickiego należą jego koncepcja społeczeństw terytorialnych, tzn. takich, w których istnieje własność prywatna, i teoria idei społecznych. Zajmował się analizą najniższych form więzi społecznej (koncepcja podziału ustrojów społecznych na rodowe i terytorialne, czyli klasowe), zagadnieniem rodowodu, mechanizmów rozpowszechniania i oddziaływania idei społecznych, a także analizą rozwoju rolnictwa amerykańskiego i europejskiego oraz spółdzielczością.
Krzywicki należy do pierwszego pokolenia polskich uczniów Marksa i nauce jego pozostał wierny do końca życia. Na jego recepcję marksizmu duży wpływ wywarła ogólna kultura filozoficzna końca XIX w., ona sprawiła, że w jego dorobku widoczne są koneksje z pozytywizmem, ewolucjonizmem i empiriokrytycyzmem. Niechętny problematyce ontologicznej (nieznane były wówczas pozostające w rękopisie do lat 20. XX w. filozoficzne sensu stricto rozprawy Marksa), w marksizmie dostrzegał głównie teorię i metodę badań społecznych. Akcentował jednak ważną rolę filozofii w tworzeniu całościowej wizji świata. Fundamentalnymi tezami jego światopoglądu były: monizm, ewolucjonizm, scjentyzm i determinizm.
Szczególne znaczenie przywiązywał Krzywicki do problemów materializmu historycznego. Rozwój był dlań procesem powolnym, stopniowym, ciągłym i żywiołowym, chociaż wczesną publicystykę Krzywickiego cechowała postawa rewolucyjna. Siły wytwórcze nazywał wiecznym rewolucjonistą w dziejach i one jako czynnik pierwotny określały nadbudowę prawno-ideologiczną społeczeństwa. Co nie bez znaczenia, Krzywicki czerpał wiedzę na temat praw rozwoju społecznego z Przyczynku do krytyki ekonomii politycznej Marksa. Zgodnie z Krzywickiego interpretacją zawartej tam wykładni materializmu historycznego źródłem wszelkich przemian społecznych jest powolne przekształcanie się stosunków rzeczowych, będących podstawą więzi społecznej w społeczeństwie terytorialnym. Te stosunki rzeczowe, czy inaczej, spoidła przedmiotowe to zarówno narzędzia, jak i podział pracy. Owe stosunki rzeczowe stanowią podłoże, które zmienia się pod wpływem wprowadzania udoskonaleń metod i narzędzi produkcji używanych przez człowieka, czyli sił wytwórczych. Rozwój sił wytwórczych dokonuje się żywiołowo, bez planu – nie przyświeca mu żadna idea, żaden cel społeczny. Napędzają go osobiste interesy i osobiste dążenia ludzi. Jednak do pojawienia się ludzkich więzi, ludzkich stosunków, oprócz powyższego, materialnego czynnika, potrzebny jest jeszcze drugi czynnik – ideowy. Pojawienie się „rozczłonkowanej mowy”, pozwalającej na sformułowanie istniejących stosunków w formie etyki prawa i celów społecznych, ma wedle Krzywickiego współokreślać rozwój, ewolucję więzi społecznej. Zatem Krzywicki rozumiał rozwój więzi społecznej dwutorowo: jako obustronne sprzęgnięcie czynnika materialnego i ideowego, które umożliwiają osiąganie przez społeczeństwo coraz większej złożoności i uzyskanie coraz większej niezależności od martwej przyrody. Całkowite zapanowanie nad tą ostatnią umożliwić ma wzrost wiedzy i stopień jej rozpowszechnienia, które mają iść w parze z walką o ustrój socjalistyczny.
Ponieważ centralną rolę w rozwoju stosunków społecznych odgrywały zgodnie z doktryną Krzywickiego, siły wytwórcze, powstaje pytanie o rolę idei, czy świadomości ludzi i możliwości oddziaływania na mechanicznie zachodzące zmiany. Otóż, według Krzywickiego, kierunek zmiany więzi społecznej wyznaczają stosunki rzeczowe, ale jej przebieg, dynamikę i kształt dookreśla m.in. podłoże historyczne. Na podłoże historyczne składają się przede wszystkim właściwości psychiczne ludzi oraz czynnik antropologiczny.
Przyjmując marksistowski podział na formacje społeczno-ekonomiczne, najwięcej uwagi poświęcał Krzywicki epoce wspólnoty pierwotnej. Źródłem do jej badań była dla Krzywickiego literatura etnograficzna, dotycząca istniejących na kuli ziemskiej społeczeństw przedpiśmiennych. W badaniu wspólnot pierwotnych Ludwik Krzywicki stał na stanowisku zbliżonym do stanowiska Engelsa, tj. iż to ewolucja rodziny, a nie społeczne siły wytwórcze, stanowi o rozwoju wspólnoty pierwotnej. A więc w ustrojach rodowych, w przeciwieństwie do ustrojów terytorialnych, to reprodukcja samego życia była dźwignią rozwoju i kształtowała więzi pomiędzy ludźmi.
Twórczym i cenionym do dzisiaj wkładem Ludwika Krzywickiego do marksizmu jest jego analiza roli idei w rozwoju społecznym, rozpatrywana w trzech grupach tematycznych: rodowód idei, wędrówka idei w czasie i przestrzeni oraz podłoże historyczne.

## Upamiętnienie
W Płocku, w rodzinnym mieście Ludwika Krzywickiego, znajduje się jego pomnik – dzieło Stanisława Lisowskiego z 1966 r., zaś na jego domu przy ulicy Bielskiej 14 wmurowano tablicę pamiątkową. W mieście jest ponadto ulica uczonego (na osiedlu Międzytorze).
W 1951 roku jego imieniem nazwano ulicę w Warszawie (dawna ulica Sucha, w pobliżu której mieszkał), podobnie jak w szeregu innych miast.

## Wydania prac
- Praca zbiorowa, Instytut Gospodarstwa Społecznego, Warszawa 1938.
- Studia socjologiczne. Wybór, red. Adam Schaff, PIW, Warszawa 1951.
- Dzieła, t. 1–9, PWN, Warszawa 1957–1974.
- Idea a życie. Z wczesnej publicystyki (1883–1892), PWN, Warszawa 1957.
- Wspomnienia, t. 1–3, Czytelnik, Warszawa 1957–1959.
- Kwestia rolna. Przełom w produkcji środków spożywczych w drugiej połowie wieku XIX, red. Józef Chałasiński i in., Państwowe Wydawnictwo Naukowe, Warszawa 1967.
- Wybór pism, red. Henryka Hołda-Róziewicz, PWN, Warszawa 1978.
- Człowiek i społeczeństwo. Wybór pism, red. Janusz Sztumski, Książka i Wiedza, Warszawa 1986.
- Społeczeństwo pierwotne. Jego rozmiary i wzrost, red. Aleksander Posern-Zieliński, Wydawnictwo Poznańskiego Towarzystwa Przyjaciół Nauk, Poznań 2004.
- Ekscesy antyżydowskie na polskich uczelniach w latach trzydziestych XX w., red. Leszek Lachowiecki, Towarzystwo Wydawnicze i Literackie, Warszawa 2009.
- O kwestii społecznej, socjalizmie i złudzeniach demokratycznych. Wybór pism, red. Krzysztof Mazur, Ośrodek Myśli Politycznej, Kraków 2023.

## Wybrana bibliografia
- Henryk Holland, Ludwik Krzywicki – nieznany. Wyd. Książka i Prasa, Warszawa 2007.
- Henryka Hołda-Róziewicz, Ludwik Krzywicki jako teoretyk społeczeństw pierwotnych, Ossolineum, Wrocław 1976.
- Józefa Hrynkiewicz, Kwestia społeczna w pracach Ludwika Krzywickiego, Uniwersytet Warszawski, Warszawa 1988.
- Tadeusz Kowalik, Krzywicki, Wyd. Wiedza Powszechna, Warszawa 1965.
- Tadeusz Kowalik, O Ludwiku Krzywickim. Studium społeczno-ekonomiczne, PWN, Warszawa 1959.
- Stefan Król, Cytadela warszawska, Wyd. KiW, Warszawa 1978, s. 214.
- Irena Krzywicka, Żywot uczonego. O Ludwiku Krzywickim, Państwowy Instytut Wydawniczy, Warszawa 1951.
- Oskar Lange, Ludwik Krzywicki jako teoretyk materializmu historycznego, Wyd. Spółdzielnia Wydawnicza „Wiedza”, Warszawa 1947.
- Ryszard Nazar, Z dziejów recepcji marksizmu w Polsce. Koncepcja materializmu historycznego w ujęciu Ludwika Krzywickiego, PWN, Warszawa 1987.
- Adam Schaff, Narodziny i rozwój filozofii marksistowskiej, KiW, Warszawa 1950.
- Wizjoner i realista. Szkice o Ludwiku Krzywickim, red. Józefa Hrynkiewicz, Wydawnictwa Uniwersytetu Warszawskiego, Warszawa 2012.